# Aulus Manlius Vulso (Konsul 474 v. Chr.)
Aulus Manlius Vulso entstammte der altrömischen Patrizierfamilie der Manlier und soll 474 v. Chr. Konsul sowie 451 v. Chr. Decemvir legibus scribundis gewesen sein. Er war gemäß der legendären Überlieferung der zweite Vertreter seines Geschlechts, der das Konsulat erreichte.

## Leben
Obwohl die Geschichtsschreiber Titus Livius und Diodor für den Konsul Manlius des Jahres 474 v. Chr. jeweils von Aulus abweichende Vornamen angeben, wird er in der Forschung meist mit dem Decemvir Manlius des Jahres 451 v. Chr. gleichgesetzt, für den einstimmig überliefert ist, dass er das Praenomen Aulus führte. Für diesen Decemvir sind auch die Angaben der Fasti Capitolini vollständig erhalten, nach denen sein Vater das Pränomen Gnaeus und sein Großvater das Pränomen Publius führte. Er könnte daher, wie der Althistoriker Friedrich Münzer meint, von den antiken Fastenredakteuren entweder als Sohn oder als jüngerer Bruder des ersten Konsuls der Gens Manlia, Gnaeus Manlius (Cincinnatus?) (Konsul 480 v. Chr.), angesehen worden sein.
Das Konsulat des Jahres 474 v. Chr. übte Vulso gemeinsam mit Lucius Furius Medullinus aus. In diesem Jahr soll Vulso mit dem römischen Heer zu einem Feldzug gegen die etruskischen Veienter aufgebrochen sein, mit diesen aber nicht gekämpft, sondern einen 40-jährigen Waffenstillstand geschlossen haben. Laut Dionysios von Halikarnassos soll er auch eine Ovatio bewilligt bekommen haben, was durch ein Fragment der Triumphalakten bestätigt wird. Die generell für die Vita des Vulso recht einhellige Tradition berichtet ferner, dass Gnaeus Genucius als Volkstribun des Jahres 473 v. Chr. Vulso und dessen Mitkonsul Furius gerichtlich belangt habe, weil diese aus Gegnerschaft das Ackergesetz des Spurius Cassius Vecellinus nicht durchgeführt hatten. Am Tag der Gerichtsverhandlung sei Genucius aber ermordet in seinem Haus aufgefunden worden, weshalb die Klage niedergeschlagen worden sei. 454 v. Chr. ging Vulso angeblich zusammen mit Spurius Postumius Albus Regillensis und einem Publius oder Servius Sulpicius Camerinus Cornutus (eventuell identisch mit dem Konsul von 461 v. Chr.) nach Athen, um die Gesetze des weisen Staatsmannes Solon abschreiben zu lassen und sich auch mit den Einrichtungen und Bräuchen der übrigen griechischen Staaten vertraut zu machen. Damit hätte sich diese Dreiergesandtschaft auf die Kodifizierung eines allgemeinen Landrechts vorbereiten sollen. Dies sei auch der Grund dafür gewesen, dass Vulso und seine beiden Begleiter 451 v. Chr. zu Mitgliedern der Decemviri legibus scribundis gewählt wurden. Sie gehörten damit dem ersten Kollegium dieser Art an.